# Haras General Lavalle
El Haras "General Lavalle", fundado en 1935, es un establecimiento militar del Ejército Argentino con asiento en Tandil y bajo la dependencia orgánica de la Dirección de Remonta y Veterinaria.

## Reseña
Con campo de 2094 ha adquirido en 1926 bajo la gestión de Marcelo Torcuato de Alvear para la cría del caballo militar y autoabastecer del Ejército, y constituido en organismo militar en 1935.
Al declararse de interés nacional el criado del équido en 1967, fueron escogidos para ello este establecimiento y el Establecimiento Coronel Pringles. Actualmente el establecimiento produce la razas Silla Argentino y Remonta Argentino para abastecimiento de las unidades e institutos militares del Ejército.